# Henderson Land Development
Henderson Land Development Co. Ltd. (em chinês:  恒基兆業地產有限公司; SEHK: 0012; OTC Pink: HLDCY) é uma empresa pública de Hong Kong. Suas principais atividades são desenvolvimento e investimento imobiliário, gerenciamento de projetos, construção, operação hoteleira, operação de loja de departamentos, finanças, holding de investimentos e infraestrutura. É o terceiro maior promotor imobiliário por capitalização de mercado de Hong Kong.
A empresa é controlada pelo empresário Lee Shau Kee, que fala por cerca de 61,88% do capital social da empresa, desde em 30 de junho de 2006.

## História
Fundada por Li Shau-kee, a empresa tornou-se pública em 1981 pela Sun Hung Kai Securities. As ações foram vendidas a HK$4 por um método inovador e direcionado - haveria um adiantamento inicial de HK$1 por ação ao assinar a oferta, com chamadas de caixa de outro HK$1 seis meses depois. A parcela final de HK$2 venceria no final do ano.
Em 2006, a Administração Estatal de Câmbio (SAFE) descobriu que a empresa havia violado os regulamentos de câmbio no valor de HK$565 milhões. A Henderson supostamente contratou a Shenzhen Zhaotian Investments, chefiada por Tian Chenggang – cujo pai é o ex-vice-primeiro-ministro Tian Jiyun – para fazer lobby por clemência da possível multa de 150 milhões de yuans, segundo Tian. Em 4 de dezembro de 2006, a empresa recebeu uma multa de 2,33 milhões de yuans (HK$2,9 milhões), que foram pagos. A Zhaotian a processou em Hong Kong em 2012, alegando um acordo oral entre Tian Chenggang e o CFO Alexander Au por uma "taxa de consulta" de HK$43 milhões, e falhou no recurso em 2015 devido à ausência de provas documentais do acordo.